# Alfredo Talavera
Alfredo Talavera Díaz (La Barca, Jalisco; 18 de septiembre de 1982) es un exfutbolista mexicano que se desempeñaba en la posición de portero. Su último equipo fue el Fútbol Club Juárez de la Liga MX. Llegó a ser también internacional absoluto con la selección mexicana de fútbol.

## Biografía
Nació en 1982, en el municipio de La Barca, Jalisco. Cuenta el propio Talavera, a los 14 años conoció el fútbol. Practicó fútbol con las inferiores del Club Universidad Nacional jugando en diferentes posiciones, hasta que fue descubierto casualmente en un partido de la liga de reservas en Ciudad Universitaria. Los visores del Club Deportivo Guadalajara vieron el talento que poseía, llevándolo inmediatamente a Guadalajara para que jugara en su equipo.[cita requerida].

## Trayectoria

### Club Deportivo Guadalajara
Mostró grandes cualidades, sin embargo, siempre estuvo bajo la sombra de su "maestro" como él lo llamaba: Oswaldo Sánchez, sin que muchos supieran de su capacidad, poco a poco se haría de continuas participaciones con el equipo debido a la ausencia de Oswaldo por compromisos con la Selección mexicana y el cansancio provocado por la participación constante en la Copa Libertadores. Talavera debuta un 24 de agosto de 2003 en un partido ante el C. F. Pachuca perdiendo 2-0, siendo la primera gran prueba para él Clásico de clásicos contra el Club América el 1 de mayo de 2004, debido a que Sánchez había sido expulsado un partido antes. El partido resultaba de alto grado de dificultad, por lo que muchos de los aficionados abucheaban al portero jalisciense, sin embargo Talavera supo responder ante los constantes ataques de la escuadra azulcrema, logrando detener un penalti del atacante Cuauhtémoc Blanco; pero no duró mucho la emoción de la afición rojiblanca, ya que por la emoción de haber logrado una hazaña de ese tipo, cometió un error fatal en una mala salida, donde el balón terminó dentro de su portería, siendo una anotación del chileno Reinaldo Navia que hacia que las Águilas se llevaran el Clásico.
En el Torneo Clausura 2005, Oswaldo Sánchez quedó fuera por una luxación en el hombro, por lo que Talavera se hace de la titularidad de nuevo, jugando incluso varios encuentros de la Copa Libertadores, con buenas participaciones. A partir del 2 de abril de 2006 cuando Sánchez fue llamado para jugar el Mundial de Alemania 2006, Talavera juega 6 juegos a lo largo del Torneo Clausura 2006, entre los cuales estuvo presente en un Clásico tapatío donde recibió 3 goles del Atlas de Guadalajara.
Al calificar a liguilla se le dio la confianza a Talavera para defender la portería, en el primer encuentro contra los Jaguares, pero varios errores hicieron que perdiera la titularidad y está fuera entregada a Luis Ernesto Michel.
En la Copa Libertadores jugó contra el Independiente Santa Fe de Colombia, recibiendo 3 goles, pero logrando calificar a la siguiente ronda. En otros encuentros internacionales, Talavera fue el portero que inició el encuentro amistoso contra el Real Madrid en el 2006, juego en el que el rebaño empató con un marcador de 2-2.
Después de la salida del Guadalajara de Oswaldo Sánchez, se pensaba que Talavera sería el titular indiscutible, pero Luis Ernesto Michel se quedó con esta titularidad, y relegó a Talavera a la banca y a jugar con el equipo filial de las Chivas:  Club deportivo Tapatio.

### Tigres de la UANL
Recibió ofertas de los Tigres de la UANL siendo dado en préstamo por el Guadalajara con opción a compra para el Apertura 2008 donde buscó pelear la titularidad contra Óscar Pérez Rojas que también fue adquirido por los felinos en esa misma temporada. Tampoco pudo arrebatarle la titularidad al conejo y fue fugaz su estancia con los de la universidad autónoma de Nuevo León.

### Deportivo Toluca Fútbol Club

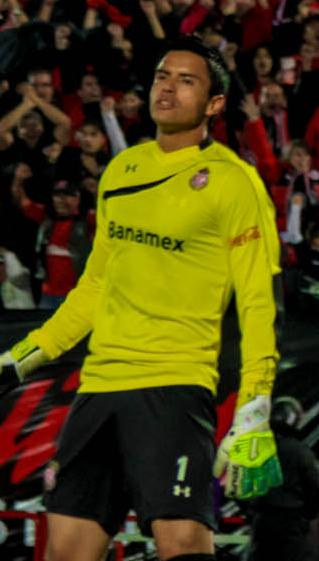
Talavera con el Toluca

El 3 de mayo de 2009 se oficializa su traspaso al Deportivo Toluca Fútbol Club en calidad de préstamo por 1 año con opción a compra. El 26 de julio de 2009 debutó con los diablos contra su exequipo el Guadalajara, en el que recibió 3 goles, pero pudo ganar gracias a los 4 goles de sus compañeros.
Parecía tener pocas oportunidades de juego, pero debido a las suspensiones y lesiones del portero titular Hernán Cristante Talavera pudo jugar algunos partidos de fase regular y 4 de liguilla.
Para el Torneo Bicentenario 2010, ocupó la titularidad de la portería, ya que Hernan Cristante seguía lesionado, dando un buen desempeño recibiendo apenas 15 goles en el torneo regular y 6 goles en la liguilla (sin contar la tanda de penales de la final), alzándose como héroe al parar el penal con el que el Toluca se proclama campeón, obteniendo su primer título como titular.
El 7 de junio de 2010, el Toluca anunció que hizo válida la compra al Club Deportivo Guadalajara por los derechos federativos de Talavera, la transacción fue por 3 millones de dólares, y desde entonces se convirtió titular indiscutible, fue considerado uno de los 3 mejores porteros de México.

### Club Universidad Nacional
En julio de 2020, el Club Universidad Nacional, conocido como Pumas, anunció el fichaje de Alfredo Talavera en redes sociales. En un video, se mostraba a la mascota del equipo (Goyo) editando la biografía de Talavera en Wikipedia en español, cambiando la información del club al que pertenecía antes, por el de Pumas. Míchel González lo debuta con los pumas el día 7 de julio de 2020 ante el partido correspondiente a la Copa GNP por México contra el América, empezando en la oncena titular.
En el torneo Guard1anes 2020, el 7 de noviembre de 2020, Talavera se lesionó durante el calentamiento en un partido contra el Cruz Azul. Más tarde, el equipo informó que debido a la gravedad de la lesión, el jugador podría perder el resto del torneo; aunque debido a su pronta recuperación, quizás regresaría antes, le sustituyó Julio González. Alcanzó a disputar la final de vuelta en ése mismo torneo, sin embargo los Pumas perdieron la final con el León.

### Partidos con Clubes
| Club              | Div           | Temporada     | Liga     | Copa     | Internacional | club Total |
| Club              | Div           | Temporada     | Partidos | Partidos | Partidos      | Partidos   |
| ----------------- | ------------- | ------------- | -------- | -------- | ------------- | ---------- |
| Chivas            | 1 Div         | 2003-2009     | 21       | 0        | 3             | 24         |
| Tigres (Préstamo) | 1 Div         | 2008-2009     | 3        | 1        | 0             | 4          |
| Toluca            | 1 Div         | 2009-2020     | 366      | 23       | 33            | 422        |
| UNAM              | 1 Div         | 2020-2022     | 51       | 0        | 2             | 53         |
| FC Juárez         | 1 Div         | 2022-2024     | 35       | 0        | 0             | 35         |
| Carrera Total     | Carrera Total | Carrera Total | 476      | 24       | 38            | 538        |

## Selección nacional

### Sub-23
El 1 de julio de 2016, fue confirmado como refuerzo del Tri olímpico para los juegos de Río 2016. Después de que Oribe Peralta se lesionara, Talavera portó el gafete de capitán. El equipo fue eliminado en la fase de grupos.

### Selección absoluta
| Club               | País   | PJ | Periodo     |
| ------------------ | ------ | -- | ----------- |
| Selección mexicana | México | 40 | 2001 - 2022 |

Debutó con la selección absoluta el 26 de marzo de 2011 en un amistoso ante Paraguay, con marcador final de 3-1. Fue el arquero titular en la Copa Oro 2011 debido a la baja de Guillermo Ochoa por un presunto caso de dopaje. El equipo llegó a la final ante los Estados Unidos y Talavera tuvo una destacada participación, coronándose campeón bajo el mando de José Manuel de la Torre. 
El 16 de octubre del 2012 jugó su primer partido de eliminatoria mundialista, rumbo a Brasil 2014, contra El Salvador.
El 8 de mayo de 2014, Talavera fue incluido por el entrenador Miguel Herrera en la lista final de 23 jugadores que representaron a México en la Copa Mundial de Fútbol de 2014.
El 27 de agosto de 2015, fue llamado por Ricardo Ferretti, técnico interino de la Selección Mexicana,  para los partidos amistosos ante Trinidad y Tobago y Argentina, así como para el partido contra Estados Unidos en el cual México clasificó a la Copa Confederaciones Rusia 2017.
Convocado para jugar la Copa Mundial de Fútbol de 2018 disputada en Rusia, Talavera no jugó ningún partido. México fue nuevamente eliminado en los octavos de final.
|Liga de Naciones de 2019-20

### Participaciones en selección nacional
| Copa                           | Categoría | Sede           | Resultado        |
| ------------------------------ | --------- | -------------- | ---------------- |
| Copa de Oro de Concacaf 2011   | Absoluta  | Estados Unidos | Campeón          |
| Copa de Oro de Concacaf 2013   | Absoluta  | Estados Unidos | Tercer lugar     |
| Copa Confederaciones 2013      | Absoluta  | Brasil         | Primera Fase     |
| Copa Mundial de Fútbol de 2014 | Absoluta  | Brasil         | Octavos de final |
| Copa América 2015              | Absoluta  | Chile          | Primera fase     |
| Copa América Centenario        | Absoluta  | Estados Unidos | Cuartos de final |
| Juegos Olímpicos de 2016       | Sub-23    | Río de Janeiro | Fase de grupos   |
| Copa Confederaciones 2017      | Absoluta  | Rusia          | Cuarto lugar     |
| Copa Mundial de Fútbol de 2018 | Absoluta  | Rusia          | Octavos de final |
| Copa Oro de 2021               | Absoluta  | Estados Unidos | Subcampeón       |
| Copa Mundial de Fútbol de 2022 | Absoluta  | Catar          | Primera Fase     |

## Títulos

### Campeonatos nacionales
| Título  | Club        | País   | Año  |
| ------- | ----------- | ------ | ---- |
| Liga MX | Guadalajara | México | 2006 |
| Liga MX | Toluca      | México | 2010 |

### Campeonatos internacionales
| Título                     | Equipo             | País           | Año  |
| -------------------------- | ------------------ | -------------- | ---- |
| Copa de Oro de la Concacaf | Selección mexicana | Estados Unidos | 2011 |
| Copa Concacaf              | Selección mexicana | Estados Unidos | 2015 |

### Distinciones individuales
| Año  | Categoría                                                   | Resultado |
| ---- | ----------------------------------------------------------- | --------- |
| 2010 | Balón de Oro como Mejor Portero en Torneo Bicentenario 2010 | Ganador   |
| 2014 | Guante de Oro en Concacaf Liga Campeones 2013-2014          | Ganador   |
| 2016 | Mejor Portero: Fase de grupos Copa Libertadores             | Ganador   |